# Кривая Шёлокша
Кривая Шёлокша — деревня в Кстовском районе Нижегородской области. Входит в состав Большемокринского сельсовета.

## География
Деревня находится на расстоянии приблизительно 12 километров по прямой на юго-запад от города Кстово, административного центра района.

## История
Основана предположительно в конце XVIII века, представляла собой помещичью деревню. В советское время работали колхоз им. М.И. Калинина и совхоз «Мокринский», подсобное хозяйство завода БВК. После 1991 года осталось три фермерских хозяйства.

## Население
Постоянное население составляло 57 человек (русские 98%) в 2002 году, 28 в 2010.